# Musée des Acadiens des Pubnicos

Logo

Le Musée acadien des Pubnicos, situé à Pubnico-Ouest en Nouvelle-Écosse, loge les artefacts de la période d’avant et d’après la Déportation entre 1650-1850. Il présente notamment les objets historiques des descendants acadiens de la région du Cap-Sable (Cap Fourchu-Barrington), en Nouvelle-Écosse.

## Historique
En 1977, la Société historique acadienne de Pubnico-Ouest achète une maison dans le village de Pubnico, une maison qui a été construite vers les années 1850, à l’image d’une ferme. Grâce à l’appui et aux dons de la communauté, ainsi que des octrois fédéraux et provinciaux, la maison est transformée en musée. Progressivement, le Musée se trouve acquéreur d’une collection importante d’artefacts qui offrent une expérience vivante des ancêtres d’antan : objets historiques, ustensile de cuisine, objets religieux, articles de maison, documents et écrits datant des années 1790, etc.  
Dans la nouvelle annexe du musée se trouve une collection de plus de 300 appareils-photos et des attirails relatifs à la photographie. La collection couvre cent ans d’histoire photographique y compris un agrandisseur droit opérant à gaz qui date d’environ 1895. Le Musée y propose également des expositions temporaires d'oiseaux sculptés. Les méthodes de charpente sont exposées. 
En 1995, le Musée acadien devint acquéreur des aboiteaux utilisés par les Acadiens, entre la première moitié du XVIIe siècle au XXe siècle, pour drainer les prés salés pour les fertiliser,.
Ce musée est financé en partie par le gouvernement provincial.

## Centre de recherche Père Clarence d'Entremont
Le Centre de recherche des archives de Père Clarence d'Entremont rend publiques les archives provenant majoritairement de la collection privée de l’historien natif de la région de Pubnico en Nouvelle-Écosse, le père Clarence Joseph d'Entremont. On y retrouve aussi d'autres collections. Au total, près de 6000 livres et périodiques remontant au XVIIe siècle témoignent de l’histoire et de la généalogie de la région de Pubnico.  Le Centre possède également des microfilms, des photographies, des enregistrements sonores, des cartes géographiques, des concessions de terre, des correspondances, des registres d'églises, etc.
Un des objectifs affichés est de transmettre le savoir et la culture aux touristes et aux jeunes générations.